# Dark Chronicle
Dark Chronicle (pubblicato con il nome Dark Cloud 2 negli Stati Uniti e in Canada) è un videogioco di tipo Action RPG sviluppato da Level-5 e pubblicato dalla Sony Computer Entertainment il 28 novembre 2002 in Giappone, il 17 febbraio 2003 in Nord America, il 10 settembre 2003 in Europa e il 12 settembre 2003 nel Regno Unito. È il sequel di Dark Cloud, anch'esso per PlayStation 2, dal quale eredita alcuni meccanismi di "simulazione dei paesaggi". In  Dark Chronicle, tuttavia, si ha la possibilità di viaggiare nel tempo. I personaggi principali sono Maximilian (Max) e Monica, e hanno l'obiettivo di far fallire il folle piano dell'Imperatore Grifone.
Il 19 gennaio 2016 il gioco è stato reso disponibile in download digitale per PlayStation 4 in versione HD e con alcune funzioni aggiuntive.

## Trama
La vita sembrava scorrere serenamente nella città di Vallecatini, perlomeno fino al giorno in cui il giovane Max, un ragazzo di famiglia benestante che preferisce passare il tempo a riparare macchine alla bottega dal vecchio Cedric, ascoltando inavvertitamente una discussione scopre che il mondo esterno è invece in mezzo a grossi guai. Questa scoperta, oltre al possesso di un singolare medaglione, saranno l'origine di un'avventura che gli stravolgerà la vita, a cui presto si aggiungerà la guerriera Monica proveniente da 100 anni nel futuro, tornata indietro nel tempo per rimettere a posto i guai che si sono ripercossi nella sua epoca. La causa di tutto è il malvagio imperatore Grifone, colui che dev'essere ostacolato e fermato, anche se un altro scopo di Max, a parte quello di visitare il mondo esterno da lui mai visto, rimane un altro: rintracciare la madre partita da tanti anni e mai ritornata a casa.

## Personaggi

### Protagonisti
- Maximilian

Max (Uris nella versione giapponese)  è un giovane ragazzo di 13 anni, nato e cresciuto a Vallecatini. È l'unico figlio di uno degli uomini più ricchi e benestanti della città. Max ha un vero talento per le invenzioni e i marchingegni, infatti, invece di bighellonare per la città e divertirsi come qualsiasi altro ragazzo della sua età farebbe, si diverte a lavorare nel Negozio di Cedric, aggiustando elettrodomestici e sognando nuovi modi per realizzare le sue idee.
Chiavi inglesi ed altri attrezzi da lavoro sono le sue armi favorite, ed utilizza armi da fuoco per gli attacchi a lunga distanza. È in grado di utilizzare, sia in battaglia che fuori, il Ridepod (un robomobile nella traduzione italiana del gioco) battezzato col nome di Steve.
È in possesso dell'Atlamilla Rossa, che ha il potere di far viaggiare fino a 100 anni nel futuro, ereditata da suo padre Gerald.
- Monica Raybrandt

Monica è una giovane guerriera di 13 anni. Dopo la morte del padre assassinato da Gaspard, uno scagnozzo dell'Imperatore Grifone, Monica decide di salvare il mondo e suo padre viaggiando indietro nel tempo di 100 anni con l'Atlamilla Blu per cambiare le sorti del destino . Per poter poi tornare alla sua epoca, cerca il possessore dell'Atlamilla Rossa, Max, e gli propone di affrontare Grifone insieme . Monica è brava nel maneggiare spade ed è in grado di usare la magia contro i nemici.

### Antagonisti
- Gaspard

Colui che assassinò il padre di Monica, per ordine di Grifone. È un sadico e non tollera i fallimenti.
Verrà ostacolato nell'attuazione dei piani di Grifone da Max e Monica, e con loro si scontrerà varie volte.
Durante il suo scontro finale con Monica e Max, viene rivelato il suo passato: Figlio di un'umana e di un demone, dopo la morte del padre (avvenuta quando era ancora un bambino) lui e la madre vennero cacciati dal villaggio in cui vivevano. Viaggiarono così di villaggio in villaggio, senza mai trovare ospitalità. Questo spinse sua madre ad arrivare al punto di rubare affinché Gaspard mangiasse abbastanza, e la sfinì tanto che un giorno si ammalò gravemente. Sul letto di morte, disse a Gaspard di trovare qualcosa di importante, da proteggere anche a costo della vita.
Ma Gaspard, rimasto solo, non comprese le parole della madre e spinto dall'odio si alleò con Grifone.
- Jaming

Il dottor Jaming è uno degli sgherri di Grifone, in combutta con Gaspard. Studia una particolare tecnologia chiamata Aeroarmonica che permette di far levitare gli oggetti usando la musica. Costruisce anche dei dispositivi capaci di controllare la mente degli Shigura, una specie di draghi marini. Una volta sconfitto da Max e Monica viene aiutato dagli stessi draghi marini che ha sfruttato. Quell'esperienza cambia la sua vita, tanto che decide di dedicarla al bene. Suo nipote lavora al Lab-Lunatica e progetta l'Ixion.
- Grifone

Malvagio imperatore. Serba rancore verso l'umanità e perciò la vuole distruggere, modificando e cancellando passato e futuro.
È in possesso dell'Atlamillia Gialla, e mira ad impossessarsi delle restanti due, custodite da Monica e Max, per accrescere il suo potere.
Si scoprirà in seguito che il suo vero nome è Sirus, e che non ricorda nulla del suo passato. Per fermarlo e far sì che recuperi la memoria, Max e Monica dovranno ricostruire il giardino del Palazzo Fiordiluna, dove egli vive e dove verrà affrontato.

### Personaggi di supporto
Sono perlopiù gli abitanti di Vallecatini che è possibile portare nel party per ottenere dei vantaggi nelle battaglie.
- Cedric

Cedric è un riparatore di Vallecatini, amico intimo di Max. Costruisce un potente robot da combattimento per Max e se ne prende cura. È anche amico del sindaco, infatti lo convince a darsi da fare per salvare il mondo. Insieme ad Erik e Borneo guida il Carbonero Uno, il treno di Vallecatini, per il mondo. Le sue abilità principali sono la capacità di riparare armi e bracci gratis e di fare il rifornimento al Robomobile.
- Erik

Erik è un giovane di Vallecatini esperto di esplosivi. Nella storia aiuta Borneo a sgombrare i binari del treno da qualunque cosa ci cada sopra. Se inserito nel gruppo, permette di ottenere fino a 6 bombe potenziate gratis.
- Borneo

Borneo è il capocantiere di Vallecatini. Riesce a prendersi cura di tutto il paese da solo. È un tipo muscoloso ed in grado di "distruggere qualsiasi cosa". Insieme a Erik ripulisce i binari da tutti i massi che ci cadono sopra. Se inserito nel gruppo, permette di ottenere un oggetto diorama da ogni mostro sconfitto.
- Zia Polly

È la fornaia di Vallecatini, una donna piena di spirito ed energia. Se portata nel party permette di ottenere pane gratis. Per completare il gioco è necessario alloggiarla a Sindain.
- Morton

Possiede un emporio a Vallecatini. Grande coltivatore di zucche. Suo figlio, Donny, è un giramondo.
- Milane

La ragazza che gestisce il negozio di armi a Vallecatini. Di bella presenza, grande spadaccina, adora dare spettacoli al circo. Nella storia mette alla prova Monica dandole un gladio da potenziare due volte. Se portata nel party aumenta i punti sintesi ottenuti quando potenzi le spade. Per completare il gioco è necessario alloggiarla a Sindain.
- Sceriffo Blinkhorn

Lo sceriffo di Vallecatini. Indossa sempre una cintura (da fotografare). Ha l'aspetto severo e mette alla prova Max in una sfida di corsa. Farebbe di tutto per proteggere Vallecatini. Se portato nel party permette di guardare il blocchetto mostri senza acquistarlo da Morton. Per completare il gioco è necessario alloggiarlo nella Valle dell'Equilibrio.
- Gordon

Il giardiniere della casa di Max. Adora le piante, sono come figlie per lui. Se portato nel party permette di danneggiare al meglio i mostri-pianta come Himarra e Piante carnivore. Per completare il gioco è necessario alloggiarlo a Sindain.
- Stewart

Il maggiordomo della casa di Max. Il suo hobby principale è la lettura, ma è un tipo molto fedele e lavora sodo per il suo padrone. Portato nel party permette di recuperare la salute. Per completare il gioco è necessario alloggiarlo nella Valle dell'Equilibrio.
- Adel

La serva della casa di Max. Il suo sogno è fare la sarta. Non ha molta fiducia in sé però e non riesce a portare a compimento quasi nulla. Portata nel party recupera i PDA delle armi inattive. Per completare il gioco è necessario alloggiarla a Sindain.
- Gerald

Il padre di Max, ex possessore dell'Atlamillia rossa e marito di Elena. Uno degli uomini più abbienti di Vallecatini, grande estimatore di miniere, ex pistolero. Si prende cura di Max dopo la partenza di Elena, ma non gli rivela mai la verità su come stanno effettivamente le cose. Portato nel party permette di ottenere ulteriori punti sintesi quando si potenziano le pistole. Per completare il gioco è necessario alloggiarlo a Desolandia.
- Ferdinand

Il cuoco della casa di Max. Grandissimo cuoco, specializzato in piatti esotici. Riesce a creare capolavori arrangiandosi con gli ingredienti che ha. Portato nel party permette di ottenere fino a 2 pollo speciale gratis. Per completare il gioco è necessario alloggiarlo nella Valle dell'Equilibrio.
- Nonna Rosa

Un'anziana donna di Vallecatini, un po' sorda. Nonostante l'età adora viaggiare ed è piena di energia. Portata nel party permette di ottenere fino a 3 formaggi gratis.
- Don Bruno

Il prete di Vallecatini, persona ovviamente molto religiosa e allo stesso tempo ragionevole. Andrebbe ovunque è necessario un prete. Portato nel party permette di resuscitare un giocatore KO, ma solo una volta. Per completare il gioco è necessario alloggiarlo nella Valle dell'Equilibrio.
- Parn

Pittore magico di Vallecatini. Grazie alla speciale vernice oro i suoi dipinti diventano reali. Adora il colore viola. Portato nel party permette di fuggire a comando dai labirinti senza perdere denaro. Per completare il gioco è necessario alloggiarlo nella Valle dell'Equilibrio.
- Dottor Dell

Il dottore di Vallecatini, molto simile ad un'anatra. La sua clinica è sulle rive del lago di Vallecatini. Andrebbe ovunque per curare una persona malata. Nel gioco segue Max e Monica per dare le cure a Lin, avvelenata da vapore tossico. Portato nel party cura status alterati a comando.
- Sindaco Need

Il sindaco di Vallecatini, una persona molto smemorata e svampita. Timido e debole di carattere si ritrova a far quello che gli altri comandano. Dopo aver ricevuto una strigliata da Cedric decide di agire di testa sua e dà una mano a salvare il mondo riaprendo la ferrovia Carbonero. In seguito organizza il torneo di pesca e il pinna sprint (le corse dei pesci) a Vallecatini. Portato nel party aumenta il denaro che i nemici perdono una volta sconfitti.
- Rufio

Un misterioso ragazzo che ha una strana passione per la luna. Adora i posti rialzati. Portato nel party permette di infliggere maggiori danni ai non morti.
- Fabio

Un firbit che abita a Vallecatini ed adora pescare. Pesca un Nonky di 60 cm e sfida Max a prenderne uno più grosso. Portato nel party crea diverse esche gratis.
- Olivie

Un firbit che abita a Vallecatini con la passione per le corse dei pesci. Una volta vinto il pinna sprint ti segue sul treno e ti vende una esche artificiali utilizzabili con una canna da pesca speciale.
- Donny

Un ragazzo di strada, figlio di Morton ed amico di Max che adora passare il suo tempo nel canale sotterraneo di Vallecatini. Appassionato di numismatica ed in grado di forzare qualunque serratura. Inoltre ha una passione per gli scoop. Un ragazzo proprio eclettico. Portato nel party permette di aprire porte e scrigni chiusi. Per completare il gioco è necessario alloggiarlo a Venetium.
- Claire

Una bella ragazza, vicina di casa di Max e sua amica d'infanzia. Adora tutto ciò che è bello, soprattutto i fiori. Portata nel party aumenta l'indicatore di rabbia dei nemici di due unità. Per completare il gioco è necessario alloggiarla a Venetium.
- Pau

Uno strano ragazzo, simile ad un coniglio che vive in una grotta a Venetium. Trova uno shigura (un drago marino) ferito fra gli scogli e lo porta in casa sua prestandogli cura, dandogli il nome di "Shingala". Una volta guarito, il cucciolo di drago promette di tornare a visitarlo ogni anno. Adora le carote. Portato nel party permette di visualizzare mappa e cristallo magico senza averli trovati negli scrigni. Inoltre localizza sulla mappa il mostro che ha la chiave d'uscita dal labirinto

### Altri personaggi
- Conda

Il capo dei Firbit di Sindain, molto interessato allo sviluppo degli eventi nel mondo. È in grado di costruire qualsiasi cosa con il Carpenterion e vende materiali da costruzione sull'ultimo vagone del Carbonero Uno. Adora il succo d'uva ed ha una parte importante nella risoluzione del gioco.
- Jurak

Jurak è un albero animato, chiamato "Il sommo anziano". È custode della sapienza degli antenati e vive nella Foresta Spiritata insieme alla tribù dei Firbit. Grifone tenta di spazzarlo via distruggendo il punto di origine di Jurak, il villaggio di Sindain, ma Max e Monica riescono a riportarlo in vita ricostruendo Sindain con il Carpenterion.
- Crest

Crest è un saggio incaricato della protezione di un artefatto magico, il Cristallunare, situato nella Valle dell'Equilibrio. Nella storia i protagonisti cercano di tornare indietro nel tempo per evitare che venga ucciso per mano di Grifone, ma si immola per proteggere il Cristallo. Alla fine del capitolo, la sua allieva Lin ne assumerà il nome diventando una specie di sacerdotessa nel tempio che, nell'epoca di Monica, sorge al posto dell'insediamento.
- Lao Chao

Un cuoco che ha il suo bistrot nel Tempio Stellare. Capace di cucinare piatti incredibilmente buoni, addirittura miracolosi. Nel corso del gioco, usando un fiore Biancovento è in grado di preparare gli gnocchi miracolosi che curano Lin dall'intossicazione. Si suppone sia un lontano erede di Ferdinand.
- Dottor Nobb

Il primo ricercatore del Lab-Lunatica, nonostante la sua giovane età ha fatto molta carriera. Si occupa della direzione del laboratorio ed ha un certo feeling con la madre di Max. Fornisce a Max e Monica una conchiglia che permette di comunicare con i draghi marini, gli shigura.
- Osmond

Un ingegnere del Lab-Lunatica, sempre alla ricerca di nuove invenzioni e amante del design. Non ha proprio il senso dell'umorismo e litiga spesso con tutti, anche con Monica. È alla direzione dell'Ixion. È possibile che sia lo stesso Osmond del precedente Dark Cloud.
- Elena

Madre di Max e moglie di Gerald. Quando il piano di Grifone di prendere possesso dell'Atlamillia rossa viene scoperto, la resistenza invia Elena a proteggere Gerald, possessore dell'Atlamillia, indietro di 100 anni, poiché tale pietra non esiste nell'epoca di Monica. Ma poi Elena finisce con l'innamorarsi di Gerald e di sposarlo. Darà poi alla luce Max, di cui se ne prenderà cura per i suoi primi cinque anni: infatti quando il conflitto con Grifone si intensificò, Elena dovette tornare nella sua epoca per aiutare la resistenza. Rivedrà Max prima al laboratorio di scienza lunatica, dove gli rivelerà la sua provenienza, poi sul Paznos, la fortezza volante della resistenza contro Grifone, appena collaudato, e aiuterà Max e Monica a sconfiggere Grifone, dopodiché, dopo il suo ultimo saluto a Max, entrambi non si rivedranno mai più. Max le promette però di scriverle una lettera (che altri non è che la sua narrazione) e di nasconderla in un posto dove possa restare per un secolo affinché possa leggerla.

## Sistema Diorama
Il sistema Diorama ti permette di creare edifici utilizzando il Carpenterion, una grossa macchina in grado di creare e disporre interi edifici utilizzando le Geopietre (misteriose pietre con immagazzinati i progetti delle varie strutture).
La creazione di un edificio nell'era di Max può cambiare il corso degli eventi futuri. Per creare il villaggio o il paese avrai a disposizione un vasto terreno dove potrai disporre case, chiese, e varie strutture dove tu vuoi e in che posizione ritieni più conveniente. In queste case potrai inoltre far alloggiare le persone reclutate a Vallecatini (alcune di esse ti chiederanno delle particolari condizioni di vita). Esistono varie locazioni da ricostruire per avanzare nel gioco.

## Attività Extra

### Pesca
Come nel primo capitolo si può andare a pesca e come nella realtà servono un'esca e una canna da pesca. I pesci pescati si possono allevare in un acquario con tre vasche disponibili (Vasca Crescita, Vasca battaglia, Vasca riproduzione).
Dopo aver allevato i pesci per bene saranno pronti per partecipare al Pinna Sprint o al Torneo a Password disponibile nella schermata iniziale.

### Spheda
La spheda è un minigioco simile al golf, ma con qualche variazione. Questo minigioco viene sbloccato durante il capitolo 3 e consiste nel chiudere le distorsioni temporali lanciandovi dentro le "sphere", oggetti simili a delle palline da golf, tramite una mazza da spheda. Sphere e distorsioni possono essere rosse o blu. Una sphera rossa entrerà solo in una distorsione blu, e una sphera blu entrerà solo in una distorsione rossa. Ancora più importante, le sphere una volta apparse scompaiono dopo un certo numero di tiri, e l'obiettivo è quello di riuscire a riparare la distorsione entro quel dato numero."Riparando" una distorsione, cioè chiudendola, quest'ultima scomparirà e al suo posto comparirà una scrigno contenente un premio, e si riceverà una medaglia.
Questo minigioco si attiva nei piani dei vari labirinti dopo aver sconfitto tutti i mostri presenti su quel piano. La posizione della sphera e della distorsione su un piano è sempre casuale.

### Fotografia
È possibile scattare foto di paesaggi, personaggi e mostri per vari scopi utilizzando la macchina fotografica donata a Max da Cedric. Fotografando foto scoop e portandole a Donny è possibile ottenere oggetti e altre cose. È inoltre possibile salvare "album fotografici" assieme ai dati del gioco. Le foto possono essere usate come idee per le invenzioni.